# Ten Years After
A Ten Years After egy angol blues-rock formáció, mely fénykorát az 1960-as évek végén illetve az 1970-es évek elején élte.

## Története
A zenekar frontembere Alvin Lee gitáros-énekes. Első zenekarát 1960-ban alakította meg Atomites néven. Ennek a  tagja volt későbbi társa, Leo Lyons is. Lee és Leo korábban egy Jaybirds nevű formációban zenélt, amellyel lemezük is megjelent. Megnyerték a csapatnak Chic Curchill billentyűst és felvették a Ten Years After nevet. Egy ideig Hamburgban játszottak, majd hazatérve egy West End-i produkción dolgoztak. Ekkor ismerték meg a zeneakadémista Rick Leet, aki csak névrokona Alvinnek. 
A windsori fesztiválon mutatkoztak be a nagyközönség előtt, majd állandó fellépői lettek a londoni Marquee klubnak. A Decca Deram szerződtette a zenekart, mely (akkoriban szokatlan módon) rögtön megjelentette a bemutatkozó LP-t, nem várta meg, míg egy kislemez sikeres lesz. A korong hallatán Bill Graham, a neves USA propagandista lekötötte az együttest Filmore Auditorium-beli fellépésekre. Alvin Lee hamarosan megkapta a kritikától a "leggyorsabb kezű zenész" címet. Az 1968-as Undead meghozta számukra a világsikert és az Im Going Home felkerült a slágerlistákra. Két erős lemezzel (Stonehenge – 1969, Ssssssh – 1969) és egy kirobbanó Woodstocki fellépéssel tovább erősítették pozíciójukat. Az ünneplésből kijutott az egy évvel későbbi Wight szigeti fellépésen is. Az 1970-es Cricklewood Green lemezről a Love Like A Man felkerült az angol listára. Az elektronikus hatásokat felvonultató A Space In Time a töprengőbb zene felé fordult, és USA siker lett. 
1973-ra Alvin Lee belefáradt a sok turnézásba és a zenekart "vándorvurlicernek" nevezte. Az együttes felbomlásáig 28 körutat tettek az Amerikai Egyesült Államokban. A tagok szólómunkákba kezdtek, Alvin visszavonult XV. sz.-i házába és stúdiót épített, ahol Mylon Lefevre gospelénekes lemezét felügyelte. Churchill 1973-ban szólólemezt adott ki You and Me címmel. Szintén 1973-ban jelent meg a Ten Years After élő LP, amely frankfurti, amszterdami, rotterdami, párizsi felvételek anyagát tartalmazta. 
1974 tavaszán Alvin Lee a londoni Rainbow színházban saját kilenctagú együttesével lépett fel. Az esemény az Alvin Lee And Co In Flight c. lemezen lett megörökítve. A Ten Years After egy hónappal később teltház előtt  játszott a Rainbow-ban. Ez lett utolsó brit fellépésük, mivel Alvin Lee világturnéra indult Alvin Lee And Co. néven. 
1975 májusában bejelentették a Ten Years After megszűnését. Rick Lee saját együttest alakított. Alig egy hónappal később azonban a Ten Yers After USA-turnéra indult, hogy eleget tegyen szerződéses kötelezettségeinek. 1977-ben Alvin létrehozta a Ten Years Latert Tom Compton dobossal és Mick Hawksworth basszusgitárossal, kiadtak két lemezt (Rocket Fuel – 1978, Ride On – 1979), de ezek nem értek fel Alvin Lee korábbi munkáinak színvonalával. Churchill menedzser lett a Chrysalis Musicnál, Leo Lyons pedig olyan együttesekkel dolgozott producerként, mint a Motörhead vagy az UFO. 
1983-ban összeállt az eredeti tagság néhány koncertre, ám ez nem keltett nagy feltűnést. Az  1980-as évek végén megint összeálltak, amiből lemez is született. Az About Time kisebb USA siker lett. Ezután néhány németországi fesztiválon szerepeltek. Alvin Lee ezek után főleg szólóban járta Európát, lemezei közül a Pure Blues és a Live in Vienna sikerült nívósra. Legutoljára In Tennessee címen készített lemezt. A Ten Years After őstagjai a huszonéves Joe Gooch személyében találták meg utódját, akivel 2004-ben vették fel a Now albumot. Ezt követte a 2008-as Evolution lemez.

## Tagjai
Jelenlegi felállás
- Chick Churchill – billentyűs hangszerek (1966-1974, 1983, 1988-napjainkig)
- Ric Lee – dobok (1966-1974, 1983, 1988-napjainkig)
- Marcus Bonfanti – gitár, ének (2014-napjainkig)
- Colin Hodgkinson – basszusgitár (2014-napjainkig)

Korábbi tagok
- Alvin Lee – gitár, ének (1966-1974, 1983, 1988-2003; 2013-ban meghalt)
- Leo Lyons – basszusgitáros (1966-1974, 1983, 1988-2014)
- Joe Gooch – gitár, ének (2003-2014)

## Diszkográfia
| Ten Years After                                     | 1967 |  |
| Undead                                              | 1968 |  |
| Stonedhenge                                         | 1969 |  |
| Sssssh                                              | 1969 |  |
| Cricklewood Green                                   | 1970 |  |
| Watt                                                | 1970 |  |
| A Space in Time                                     | 1971 |  |
| Alvin Lee And Company                               | 1972 |  |
| Rock & Roll Music To The World                      | 1972 |  |
| Recorded Live (dupla)                               | 1973 |  |
| Positive Vibrations                                 | 1974 |  |
| About Time                                          | 1989 |  |
| Live At The Fillmore East 1970 (dupla koncertlemez) | 2001 |  |
| Now                                                 | 2004 |  |
| Roadworks (dupla koncertlemez)                      | 2005 |  |
| Evolution                                           | 2008 |  |
| Live at Fiesta City (DVD)                           | 2009 |  |

Válogatások:
- Double Deluxe	(1970)
- Ten Years After	(1971)
- Classic Performances (1976)
- "Hear them calling"    (1976)
- Goin' Home		(1977)
- Greatest Hits 	(1977)
- Profile		(1979)
- Ten Years After 	(1980)
- Timewarps 		(1983)
- The Collection 	(1985)
- At Their Peak 	(1987)
- Universal Music Co.(Classic Rock Gold – 2 diszk) (1987)
- Portfolio – A History (1988)
- The Collection 	(1991)
- Essential 		(1991)
- Pure Blues		(1995)
- I'm Going Home 	(1996)
- Premium Gold Collection (1998)
- The Best of	(2000)
- Very Best Ten Years After Album Ever (2001)
- Ten Years After Anthology (2002)